# LZTS1
LZTS1‏ (Leucine zipper tumor suppressor 1) هوَ بروتين يُشَفر بواسطة جين LZTS1 في الإنسان.